# Сорговичи

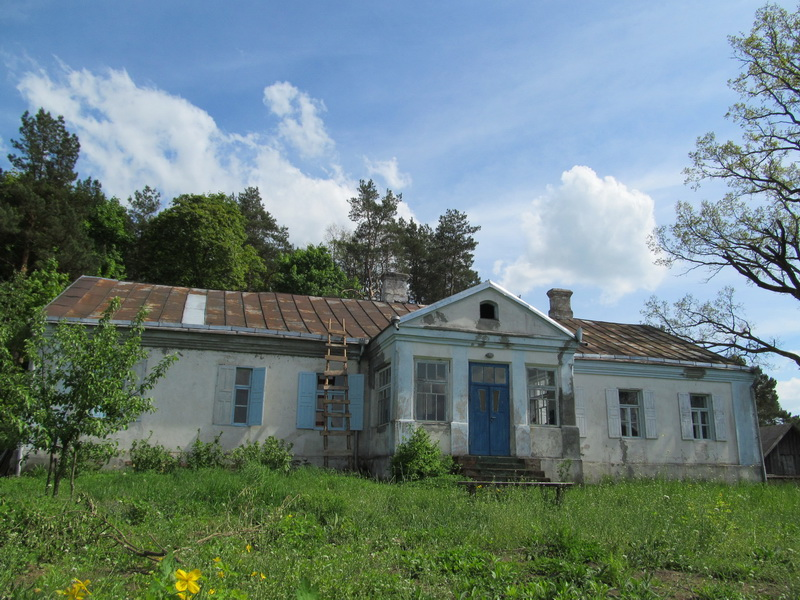
Усадебный дом

Со́рговичи (бел. Соргавічы) — деревня в Барановичском районе Брестской области Беларуси, в составе Молчадского сельсовета. Население — 14 человек (2019).

## География
Деревня находится в 28 км (35,5 км по автодорогам) к северо-западу от центра города Барановичи, в 3 км (4 км по автодорогам) к северо-востоку от центра сельсовета, деревни Молчадь, и в 5 км от границы с Гродненской областью. Местность принадлежит бассейну Немана, километром южнее деревни протекает река Молчадь. Деревня соединена местными дорогами с деревней Молчадь и другими окрестными деревнями. Ближайшая ж/д станция в деревне Молчадь (линия Барановичи — Лида). Есть кладбище, также имеются заброшенная молочно-товарная ферма и агроусадьба «Хуторок Затишье» в здании усадьбы Величковских.

## История
В 1890 году — деревня Почаповской волости Новогрудского уезда Минской губернии, 10 дворов. В 1909 году — 31 двор.
После Рижского мирного договора 1921 года — в составе гмины Почапово Новогрудского повета Новогрудского воеводства Польши. По переписи 1921 года в ней числилось 38 жилых зданий, в которых проживало 258 человек (131 мужчина, 127 женщин), все поляки (по вероисповеданию — 243 римских католика и 15 православных).
С 1939 года — в составе БССР, с конца июня 1941 года до июля 1944 года оккупирована немецко-фашистскими войсками.
В 1940–62 годах — в Городищенском районе Барановичской, с 1954 года Брестской области. Затем передана Барановичскому району.
До недавнего времени действовал магазин.

## Население
На 1 января 2021 года в деревне было зарегистрировано 22 жителя в 16 домохозяйствах, из них 8 в трудоспособном возрасте и 14 — старше трудоспособного возраста.
| Численность населения (по переписи) | Численность населения (по переписи) | Численность населения (по переписи) | Численность населения (по переписи) | Численность населения (по переписи) | Численность населения (по переписи) | Численность населения (по переписи) |
| 1909                                | 1921                                | 1959                                | 1970                                | 1999                                | 2009                                | 2019                                |
| ----------------------------------- | ----------------------------------- | ----------------------------------- | ----------------------------------- | ----------------------------------- | ----------------------------------- | ----------------------------------- |
| 246                                 | ↗258                                | ↘173                                | ↘98                                 | ↘86                                 | ↘34                                 | ↘14                                 |

## Достопримечательности
- Усадьба Величковских начала XX века. Сохранились усадебный дом, дом для рабочих и хозпостройка.
- Могила Вильчковского Богуслава Богдановича. Герой Социалистического Труда. В 1967 году на могиле установлена стела[6].